# Actio commodati contraria
Die actio commodati contraria war im altzivilen römischen Recht eine Gegenklage aus Leihvertrag. 
Der Verleiher konnte die Rückgabe der hingegebenen Sache und über die actio depositi directa gegebenenfalls Schadenersatz zusätzlich verlangen. Leihverhältnisse waren im Gegensatz zu den auf Geldforderungen lautenden Realkontrakten aus mutuum nicht streng einseitig. Daher konnte sich der Entleiher mittels der actio commodati contraria wehren und Aufwendungsersatz verlangen und gegebenenfalls Schadenersatzansprüche geltend machen. Vornehmliches Anwendungsfeld der Klage waren aufgebrachte Behandlungskosten, die für den geliehenen Sklaven ausgegeben wurden, auch waren es Kosten, die für Mängelbeseitigungen aufgebracht wurden, um schadhafte Leihgegenstände in einen guten, ordnungsgemäßen oder gebrauchsfähigen Zustand zu versetzen.

## Historische Literatur
- Carl Friedrich Reichardt: Ergänzungen zu Christian Friedrich von Glücks ausführlicher Erläuterung der Pandecten. Vierten Bandes erste Abteilung. Stuttgart 1838. S. 557 ff.